# Нефёдов, Сергей Александрович (волейболист)
Серге́й Алекса́ндрович Нефёдов (4 октября 1926 — 7 апреля 2014) — советский волейболист, игрок сборной СССР (1949—1952). Двукратный чемпион мира, двукратный чемпион Европы, четырёхкратный чемпион СССР. Нападающий. Заслуженный мастер спорта СССР (1952).

## Биография
Выступал за команды: 1945—1951 — «Локомотив» (Москва), 1952 — ВВС МВО, 1953—1957 — ЦДСА/ЦСКМО. Четырёхкратный чемпион СССР (1952—1955), серебряный (1945, 1956, 1957) и бронзовый (1951) призёр союзных первенств. Серебряный призёр Спартакиады народов СССР 1956 в составе сборной Москвы.
В сборной СССР в официальных соревнованиях выступал в 1949—1952 годах. В её составе: двукратный чемпион мира (1949 и 1952), двукратный чемпион Европы (1950 и 1951).
Умер в апреле 2014 года на 88 году жизни, последним из чемпионского состава 1949 года.